# 松田大河
松田 大河（まつだ たいが、1991年11月26日 - ）は 日本のフリーアナウンサー。 元長崎国際テレビ (NIB) のアナウンサー。
長崎県雲仙市出身。
2015年3月に明治学院大学社会学部を卒業後、2015年4月に長崎国際テレビに入社。
2021年9月をもって長崎国際テレビを退社。
その後はフリーアナウンサーとして、東京を拠点に活動。
妻は元テレビ新潟(TeNY)アナウンサーで現在はフリーアナウンサーの桜井梨子。
趣味は筋トレ。フィットネスの大会で入賞経験がある。

## 担当番組
- NNNストレイトニュース[2]
- NIBニューススポット[2]
- DEJIMA博を100倍楽しむ方法〜キンコン西野の長崎ぶらり〜（2015年9月18日）[3]
- NIB news every.[4]
- 北の青森！南の長崎！どーん！とふるさと自慢!!（2017年3月20日）[5]
- ALL! V・ファーレン[6]
- サッカー中継 - 実況担当